# Улица Бажана (Хмельницкий)
Улица Миколы Бажана расположена в южной части города Хмельницкий за железной дорогой в микрорайоне «Новый План № 2». Улица пролегает параллельно улицы Черновола от пивзавода к корпусам шинопроизводящей компании «АДВИС». Большинство домов улицы — частные.
Улица была проложена в начале XX века, но первое название получила лишь в первой половине 1920-х годов — Улица 30 погибших в честь красноармейцев, которые погибли возле города Проскурова (ныне Хмельницкий) во время гражданской войны. В 1940 году улица была переименована в честь Сигизмунда Леваневского — советского лётчика-героя. В 1946 году улицу переименовали в честь немецкого философа и политического деятеля, одного из основателей мирового коммунизма Фридриха Энгельса. После распада Советского Союза в ходе «большой волны» переименований улиц в 1991 году улица была переименован в честь украинского поэта Миколы (Николая) Бажана.